# Constantí III Heracli
Constantí III Heracli o Flavi Heracli Constantí —Flavius Heraclius Constantinus (llatí)— (maig del 612, 22 de juny del 641 o 25 de maig del 641) fou emperador romà d'Orient el 641. Era fill de l'emperador Heracli i la seva primera dona Fàbia Eudòxia. Fou proclamat juntament amb el seu germanastre Heraclones, però a causa de la mala salut, va morir tres mesos després.

## Abans de la coronació
Constantí fou nomenat coemperador pel seu pare el 22 de gener del 613 i poc després fou compromès en matrimoni amb la seva cosina, Gregòria, filla d'un cosí d'Heracli anomenat Nicetes. El fet que la parella fossin cosins en segon grau va aixecar algunes crítiques, però el matrimoni del seu pare amb la seva neboda Martina, encara va escandalitzar més i es va considerar incestuós, cosa que va distreure l'atenció sobre Constantí.
El matrimoni amb Gregòria es va fer efectiu el 629 o potser el 630 i de seguida van tenir un fill que van anomenar Constant. Posteriorment la parella va tenir un altre fill, Teodosi.
Es va destacar en una guerra contra els perses, i el 636, durant la guerra contra els musulmans, després dels avanços d'aquests, el seu pare el va enviar amb un exèrcit a Cesarea Marítima, en una maniobra de distracció mentre el cos principal avançava per Síria fins que va ser derrotat en la batalla del Yarmuk.

## Emperador
A la mort del seu pare l'11 de març del 641 (segons l'antic calendari, de fet el febrer), el va succeir junt amb el seu germanastre, Heraclones, acomplint la successió testamentaria establerta. La mare d'Heraclones va llegir el testament davant el senat i esperava tenir accés al poder per ser el seu fill menor d'edat, però el senat no ho va considerar necessari, ja que era un govern compartit amb Constantí. El seu tresorer, Filagri, li va demanar diners i el va avisar que els podia obtenir d'una corona imperial en la tomba del seu pare (valorada en 2.016.000 sòlids). Constantí va ordenar treure aquesta corona, però en arrencar la corona el cos del pare va quedar mutilat i això fou considerat sacríleg.
Constantí feia temps que tenia mala salut i va morir després de regnar 103 dies. Els darrers dies va vomitar sang, cosa que ha fet pensar en una possible tuberculosi. Els qui odiaven la seva madrastra van escampar el rumor que ella, en complicitat amb el patriarca Pirrus, l'havia enverinat per assumir el poder. Filagri, que es malfiava de Martina, quan va notar que Constantí se sentia morir, li va aconsellar que enviés una carta al general Valentí perquè assegurés la successió dels seus fills i no la del seu germanastre.
Heraclones va succeir a Constantí, però Valentí el va enderrocar i va situar al tron a Constant II, fill de Constantí III i de Gregòria.